# Franz Loquist
Franz Gustaf Olof Loquist, även Loqvist,född 4 juli 1909 i Frötuna, Stockholms län, död 24 juni 1989 i Avesta, var en svensk målare.
Han var son till inspektorn Oskar Wilhelm Gerhard Loquist och Alma Maria Alfrida Ahlström. Loquist studerade vid Edward Berggrens målarskola och Reybekiels konstskola i Stockholm samt under studieresor till Danmark, Polen, Tyskland och Frankrike. Separat ställde han bland annat ut i Sollefteå, Västerås, Härnösand och på Hudiksvalls museum. Tillsammans med Bengt Alwo och Styrbjörn Warelius ställde han ut i Stockholm 1945. Han medverkade i samlingsutställningar med Åsele konstförening, Södertälje konstförening och Sveriges allmänna konstförening. Hans konst består av porträtt, interiörer, ofta från fäbodar samt landskap med motiv från västkusten och Siljanstrakten. Loquist är representerad vid Gävle museum, Hälsinglands museum och Malungs tingshus.